# Rechter
Een rechter is iemand die rechtspreekt. Meestal wordt met het woord rechter een magistraat van de rechterlijke macht bedoeld. De rechter is wettelijk verplicht een oordeel uit te spreken over een concreet geschil, dat hem of haar voorgelegd wordt. Daarbij houdt de rechter rekening met:
- de wet
- de rechtspraak (of jurisprudentie)
- de algemene rechtsbeginselen
- de rechtsleer (of doctrine)
- de gewoonte

Voor de consumenten van het recht is het belangrijk te weten dat het recht breder is dan alleen de wet. Dienaren der wet (dienders) kijken alleen of de wet wordt gevolgd en daarom is het vaak voor een betrokkene wenselijk een proces-verbaal aan de rechter voor te leggen.
Iemand kan ook als (scheids)rechter of arbiter optreden bij een geschil, maar bij arbitrage moet de uitspraak alsnog aan de rechterlijke macht worden voorgelegd om een executoriale titel (oftewel "uitvoerbare titel", zoals in België meer gangbaar), (in dit geval een exequatur), te krijgen. Alleen dan zal men wie het oordeel betreft, kunnen dwingen dat oordeel te volgen. In veel landen maakt men een onderscheid tussen zittende en staande magistratuur. Rechters horen dan bij de eerste categorie. Een rechter bij een hogere rechtbank wordt in sommige landen raadsheer (conseiller) genoemd (ook voor vrouwen).

## Internationale rechters

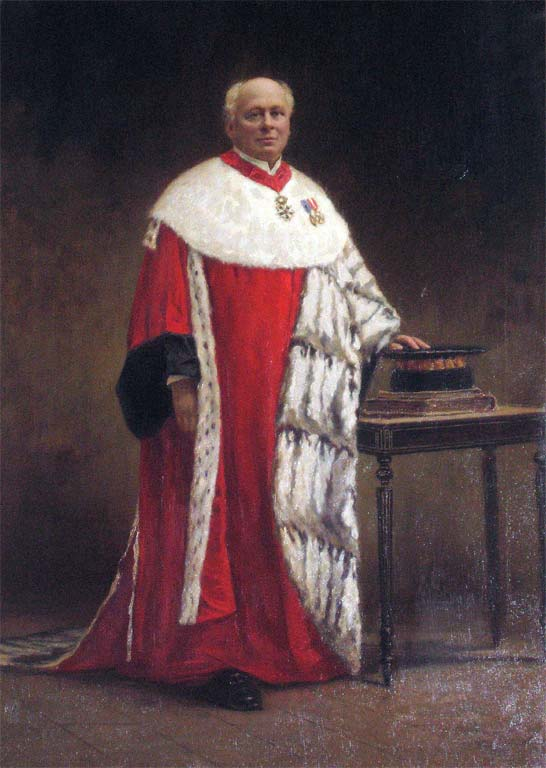
Franse rechter

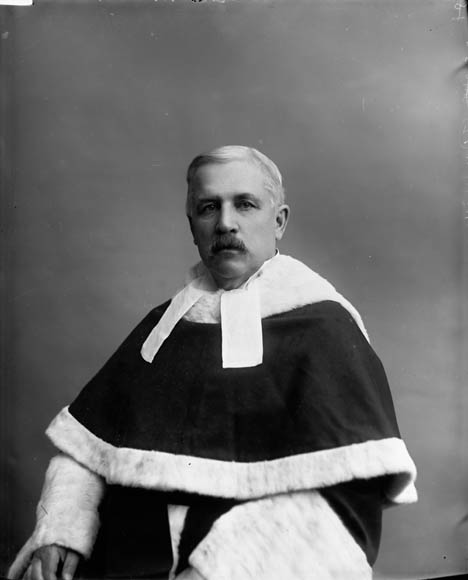
Canadese rechter in toga

Rechters bij internationale rechtbanken, zoals het Hof van Justitie van de Europese Gemeenschappen in Luxemburg, het Europees Hof voor de Rechten van de Mens in Straatsburg, het Internationaal Gerechtshof in het Vredespaleis in Den Haag of het Internationaal Strafhof op bedrijventerrein De Binckhorst in Den Haag worden meestal gewoon rechter genoemd, al wordt het woord raadsheer ook gebruikt. Niet alle landen kennen dat onderscheid.

### Kamer van Beroep (CCR)
Minder bekend zijn de rechters van de Kamer van Beroep van de Centrale Commissie voor de Rijnvaart, ingesteld overeenkomstig artikel 45 van de Herziene Rijnvaartakte van 17 oktober 1868, zoals laatstelijk gewijzigd op 20 november 1963. De Kamer behandelt het hoger beroep met betrekking tot zaken die vallen onder het Rijnvaartverdrag en klachten met betrekking tot de toepassing ervan. De Kamer is samengesteld uit een rechter en een rechterplaatsvervanger voor iedere Overeenkomstsluitende Staat. De Centrale Commissie voor de Rijnvaart wijst voor de duur van zes jaar de rechters en rechterplaatsvervangers aan uit de personen die door iedere Overeenkomstsluitende Staat hiertoe worden voorgedragen en die een juridische opleiding moeten hebben ontvangen dan wel ervaren dienen te zijn op het gebied van de Rijnvaart. De Kamer van Beroep kiest als haar voorzitter een lid met een juridische opleiding. Diens ambtsperiode bedraagt drie jaar en kan worden verlengd.

## Rechter in Nederland
Een rechter wordt in Nederland voor het leven benoemd. Dit versterkt de onafhankelijkheid van de rechter, doordat hij niet bang hoeft te zijn om zijn baan te verliezen. 'Voor het leven benoemd' houdt in dit geval overigens concreet in 'tot zijn/haar zeventigste verjaardag'. Rechters worden door de regering benoemd. De selectie vindt plaats door Landelijke selectiecommissie rechters. Deze commissie bestaat hoofdzakelijk uit juristen, maar kan tot 4 niet-juristen bevatten (op een totaal van 12).
Tot aan de oorlog werkte de benoemingsprocedure feitelijk als een systeem van coöptatie. Bij het ontstaan van een vacature stuurde het betreffende gerecht een door het gerecht zelf samengestelde aanbevelingslijst naar de koning (Ministerie van Justitie) die vervolgens tot benoeming overging, normaal gesproken van de nummer een van de lijst. Men kwam gewoonlijk op zo'n lijst door eerst een tijd als volontair (dat wil zeggen onbezoldigd) op een rechtbank te werken. Dat betekende dat er een financiele drempel werd opgeworpen die hoger werd naarmate het langer duurde voordat er een vacature kwam. Zo bleef de rechtspraak goeddeels in handen van de gefortuneerde maatschappelijke elite.
Die onafhankelijkheid, de objectiviteit en de onpartijdigheid van de rechter worden bevorderd door de mogelijkheid een rechter te wraken. Een rechter wordt gewraakt als er een redelijk vermoeden bestaat dat er sprake is van feiten of omstandigheden waardoor de rechterlijke onpartijdigheid schade zou kunnen lijden. Het hoort vooraf te gebeuren, maar kan ook nog tijdens de rechtszitting.
De rechter in een kort geding wordt voorzieningenrechter genoemd.
Een rechter bij een gerechtshof of de Hoge Raad wordt raadsheer genoemd.

### (Gewone) rechter
De rechter werkt in een van de elf rechtbanken van Nederland. Rechtspraak bij de rechtbank kan enkelvoudig zijn (één rechter behandelt de zaak) of meervoudig (drie rechters behandelen de zaak), zie ook enkelvoudige en meervoudige kamer. In gecompliceerde zaken behandelen soms zelfs nog meer rechters de zaak, hun aantal is echter altijd oneven. Een ervaren rechter kan worden benoemd tot senior rechter (vroeger: vice-president).
Binnen een rechtbank zijn rechters werkzaam in sectoren. Het gaat hierbij om de sectoren bestuursrecht (waaronder het vreemdelingenrecht en per 1 januari 2005 het belastingrecht vallen), civiel of handelsrecht, kanton en strafrecht. Het jeugd- en familierecht en vreemdelingenrecht is bij enkele rechtbanken in aparte sectoren ondergebracht.

### Kantonrechter
Na de laatste reorganisatie binnen de rechtspraak zijn de kantongerechten opgegaan in de rechtbanken. De rechters werkzaam in de sector kanton worden kantonrechter genoemd en houden zich bezig met geschillen over kleine geldvorderingen, huurzaken, arbeidsrechtelijke zaken, overtredingen (strafrecht) en bestuursrechtelijke verkeersovertredingszaken (de Wet Mulder). Tot eind jaren 90 was het kantongerecht een zelfstandig rechtsprekend orgaan.

### Procedure
Strafzaken kunnen uitsluitend door de officier van justitie worden gestart. Dat is een ambtenaar van het Openbaar Ministerie (OM). Het OM is een orgaan van de uitvoerende macht, dat onder verantwoordelijkheid van de Minister van Justitie werkt. De strafzaak begint gewoonlijk met een dagvaarding, waarmee de verdachte wordt opgeroepen om op een in die dagvaarding aangegeven plaats en tijd ter terechtzitting te verschijnen. In de dagvaarding staat ook de beschuldiging, dat heet de tenlastelegging. Op de zitting wordt de strafzaak 'behandeld', meestal door één rechter, maar in zwaardere zaken door drie rechters (de meervoudige kamer). De verdachte mag een advocaat meenemen. Iedereen krijgt ter zitting het woord en de verdachte krijgt in elk geval het laatste woord. In praktijk doet de alleen zittende strafrechter meteen ter zitting uitspraak, tenzij de zaak daarvoor te ingewikkeld is. De meervoudige kamer moet eerst vergaderen ('raadkameren') en wijst alleen al daarom pas na enige tijd een vonnis, meestal na twee weken.
In bestuursrechtelijke zaken (geschillen tussen een burger en een bestuursorgaan), maar ook in veel voorkomende civiele zaken zoals arbeidszaken en echtscheidingszaken begint de procedure met een verzoekschrift, opgesteld door de verzoeker. Indien er een tegenpartij is, noemt men die verweerder. De verweerder krijgt gelegenheid om schriftelijk te reageren op het verzoek. Dat processtuk noemt men het verweerschrift.
Indien er geen verweer wordt gevoerd, volgt doorgaans de uitspraak van de rechter, maar anders volgt er een zitting, waar, meestal onder leiding van één rechter, de partijen nog een keer uiteen kunnen zetten hoe zij over de zaak denken en waar de rechter vragen kan stellen. Dit heet 'de behandeling'. Gewoonlijk volgt enkele weken later de beslissing - de beslissing noemt men niet vonnis, maar beschikking.
Andere civiele zaken beginnen niet met een verzoekschrift, maar met een dagvaarding. In dergelijke dagvaardingszaken spreekt men niet van een verzoeker, maar van een eiser, die een vordering of eis instelt. De verweerder heet daar gedaagde. De dagvaarding moet aan hem worden betekend door een deurwaarder, vandaar de naam gedaagde. De zaak wordt dan op een zogenaamde rolzitting van de rechtbank gebracht, waar de gedaagde op schrift op de eis kan antwoorden. Dit stuk noemt men de conclusie van antwoord.
Hierna volgt doorgaans de 'comparitie na antwoord', dat is hetzelfde als een mondelinge behandeling in de verzoekschriftenprocedure. Maar indien een comparitie geen zin heeft, kunnen elk van de beide partijen nog een conclusie nemen (conclusie van repliek en conclusie van dupliek geheten), waarna de rechter vonnis wijst. In dat vonnis kunnen eindbeslissingen staan, maar ook tussenbeslissingen. Bij deze laatste beslissingen valt de denken aan een bewijsopdracht of een benoeming van een deskundige, maar ook is het mogelijk dat de rechter alsnog een comparitie gelast.
Rechtszittingen en beschikkingen worden gewoonlijk voorbereid door een gerechtssecretaris, die dit in samenspraak met de rechter doet. De rechter controleert de beschikking voordat hij zijn handtekening daaronder zet.

### Rechter-commissaris
- In het strafrecht is de rechter-commissaris belast met beslissingen op het gebied van voorarrest (toetsing van de inverzekeringstelling en het al dan niet bevelen van bewaring), het doen van onderzoek op vordering van de officier van justitie of verzoek van de verdediging, en het al dan niet verlenen van machtigingen voor bepaalde bijzondere opsporingsmethodes, zoals het afluisteren van telecommunicatie. De rechter-commissaris mag geen deelnemen aan de kamer die een strafzaak inhoudelijk beoordeelt. Hierop is één uitzondering: als een zaak op de terechtzitting wordt aangehouden voor onderzoek door de rechter-commissaris, dan mag de kamer uit haar midden een van de leden tot rechter-commissaris benoemen en die kan later wel opnieuw aan inhoudelijke behandeling deelnemen. Een rechter-commissaris wordt aangewezen door het bestuur van de rechtbank. (Overigens zijn er ook raadsheer-commissarissen bij de gerechtshoven, aangewezen door de besturen van de gerechtshoven.)
- In het faillissementsrecht is dit de rechter die toezicht op het beheer van een failliete boedel houdt. De rechter-commissaris wordt bij vonnis benoemd door de rechtbank die het faillissement uitspreekt.
- In het commune civiele recht en het bestuursrecht kan de rechtbank een rechter tot rechter-commissaris benoemen en deze opdragen bepaalde onderzoekshandelingen te verrichten. Als een zaak wordt behandeld door een meervoudige kamer, dan kan bijvoorbeeld een van de leden als rechter-commissaris de getuigenverhoren doen.

### Raadsheer
De raadsheer is rechter bij een gerechtshof of de Hoge Raad. Een raadsheer kan een man of een vrouw zijn, een vrouwelijke raadsheer wordt niet raadsdame of raadsvrouwe genoemd.

### Bijzondere gerechtelijke instanties
In het bestuursrecht zijn er ook nog afzonderlijke instanties zoals: de Centrale Raad van Beroep, het College van Beroep voor het bedrijfsleven en de Afdeling bestuursrechtspraak van de Raad van State. Deze drie vallen niet onder de rechterlijke macht (zie artikel 2 van de Wet op de rechterlijke organisatie). Bij de Centrale Raad en het College heten de rechtsprekende ambtenaren raadsheren. In de Afdeling bestuursrechtspraak kunnen leden van de Raad van State worden benoemd of niet-leden, die staatsraden worden genoemd.

### Aanspreektitel
Een rechter (en ook een griffier) bij een rechtbank wordt officieel aangesproken met "edelachtbare". De aanspreektitel van een raadsheer bij een gerechtshof is formeel "edelgrootachtbare" en van een raadsheer in de Hoge Raad "edelhoogachtbare". Tegenwoordig wordt ook steeds vaker "meneer de rechter" of "mevrouw de rechter" gebruikt. Ook wordt "voorzitter" vaak gebruikt, ook als het om een enkelvoudige kamer gaat.

### Kinderrechter
Een kinderrechter kan zowel civiele kinderzaken als kinderstrafzaken behandelen.

### Regelrechter
Sinds 2025 loopt er bij vier rechtbanken (Den Haag, Overijssel, Rotterdam en Zeeland-West-Brabant) een experiment met een zogenoemde regelrechter. Het is een  laagdrempelige vorm van rechtspraak voor eenvoudige civiele zaken. Het is goedkoper omdat geen dagvaarding door een gerechtsdeurwaarder nodig is om een rechtszaak te starten. Wel is het gewone griffierecht verschuldigd. Het is ook sneller. Vaak is de zitting binnen 8 weken.

## De rechter in België

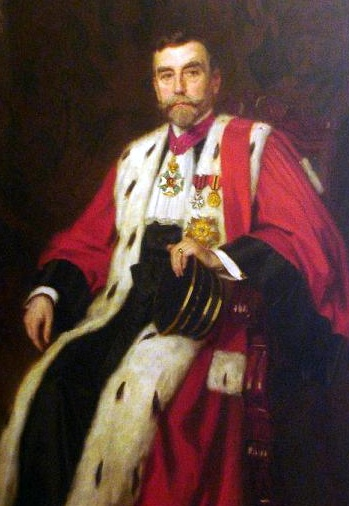
Eerste Voorzitter van het Hof van Beroep te Gent; Adrien baron de la Kethulle de Ryhove

Ook in België zijn rechters vastbenoemd en slechts gebonden door de wet en hun geweten. De macht van de rechter behoort hem persoonlijk toe, behoudens op het gebied van instructie.

### Beroepsmagistraten
België heeft verschillende soorten rechters:
- vrederechters in de vredegerechten
- politierechters in de politierechtbanken
- rechters in eerste aanleg in de rechtbanken van eerste aanleg, de arbeidsrechtbanken en de ondernemingsrechtbanken

Bij die rechtbanken van eerste aanleg zijn er één of meerdere jeugdrechters, onderzoeksrechters en beslagrechters. De 'gewone' rechters spreken recht in strafzaken of burgerlijke zaken.
De hoven van beroep, de arbeidshoven, en het Hof van Cassatie hebben raadsheren.
Alle rechtbanken en hoven hebben een bepaald rechtsgebied, met uitzondering van het Hof van Cassatie, dat bevoegd is voor het hele land.

### Plaatsvervangende raadsheren en rechters
Dit zijn advocaten, notarissen of universiteitsprofessoren die benoemd zijn om de opgelopen achterstand weg te werken.

### Aanvullende rechters
Aanvullende rechters oefenen hun ambt tijdelijk uit wanneer daar behoefte aan is bij een rechtbank van eerste aanleg. Aanvullende vrederechters en aanvullende politierechters bedienen samen met vrederechters of politierechters het vredegerecht of de politierechtbank.

### Geassumeerde rechters
Geassumeerde rechters zijn advocaten die op de zitting aanwezig zijn en die een rechter kunnen vervangen. De advocaat moet wel op het tableau ingeschreven zijn en ten minste dertig jaar oud zijn.

### Lekenrechters
De handelsrechtbanken en de arbeidsrechtbanken kennen ook lekenrechters, respectievelijk rechter in handelszaken en rechter in sociale zaken genoemd.

## Trivia
- In landen met een Angelsaksische traditie dragen veel rechters pruiken. In Nederland en België gebeurt dat niet en draagt de rechter veelal een toga met bef. Deze ambtskledij wordt gedragen om duidelijk te laten zien dat de rechter er niet in persoon zit, maar in zijn hoedanigheid als onafhankelijke rechter. De rechter en raadsheer en ook advocaten en procureurs mogen in Nederland daarentegen wel een baret dragen. Dit wordt toch dikwijls ter zijde gelegd of geen gebruik van gemaakt.
- In Nederland bestaan er voor rechters en raadsheren voorschriften voor het dragen van een galakostuum dat naar eigen willen gedragen kan worden.[7]
- In België dragen rechters bij officiële gelegenheden een tricolore band met strik, witte handschoenen en een baret.
- In veel gevallen nemen de rechters en officieren van justitie plaats op een verhoging, waardoor zij op de procespartijen neerkijken. Dit is bewust zo gedaan omdat de ervaring leert dat opkijken naar iemand een gevoel van nederigheid oproept.